# 京都大障害
京都大障害（きょうとだいしょうがい）とは京都競馬場で1953年から1998年まで行われた障害の重賞競走である。

## 概要

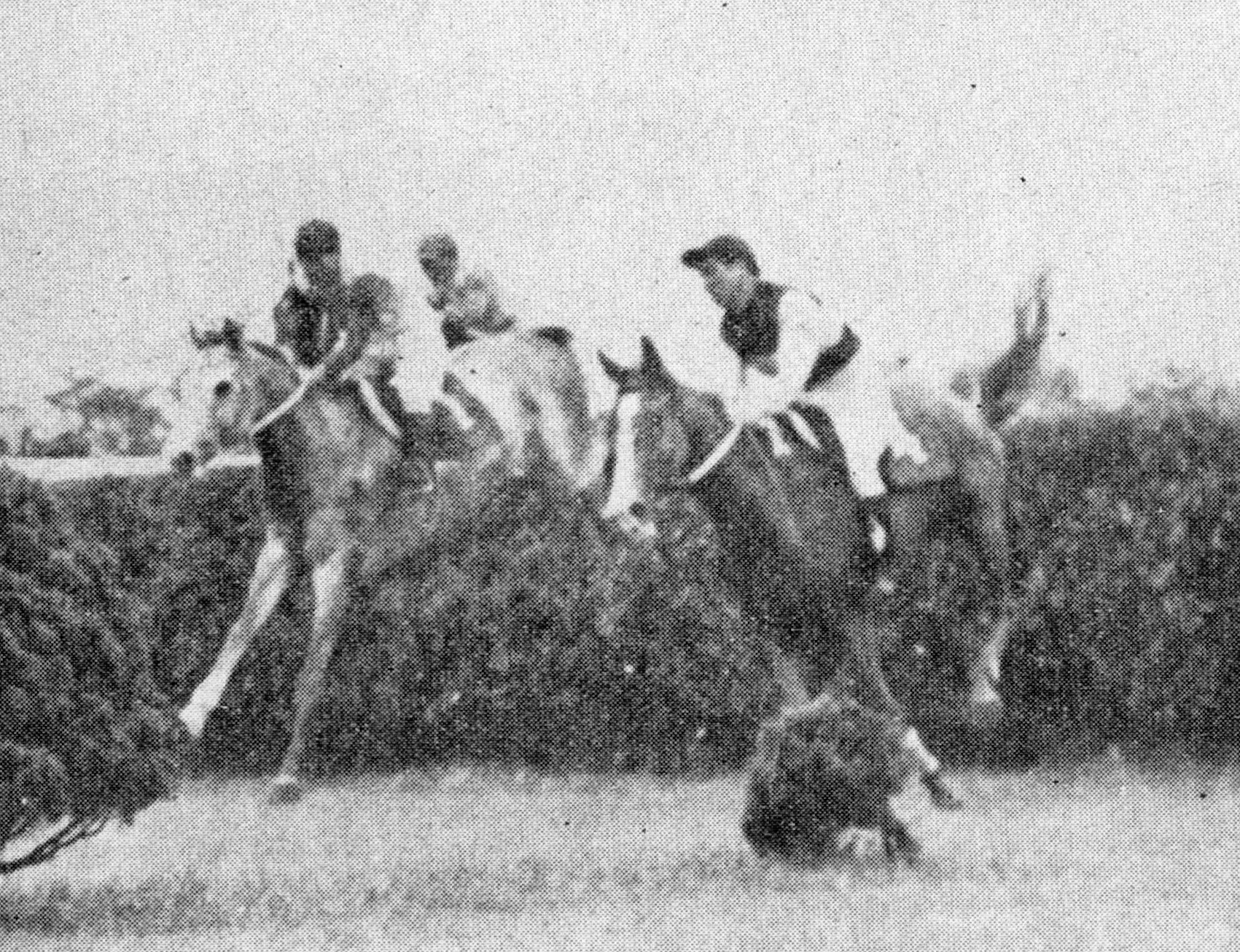
第1回京都大障害（春）

関西で戦後初めての障害重賞として1953年に創設され大障害コースのとび上り、とび下り台（バンケット）が名物となっていた。非常に出走頭数が少ない競走であり、約半数の競走が6頭以下で行われた。
1959年から1983年までは毎日放送より賞杯が贈られており、「毎日放送賞」の冠がついていた。
1993年以前は3コーナーと正面スタンド前にそれぞれ大障害コースがあり3コーナーに大土塁(11号障害)、大竹柵(12号障害)、正面スタンド前に大生垣(8号障害)、大水濠(9号障害)、とび上り、とび下り台(10号障害)の5つの大障害があったが1994年の第83回競走からは正面スタンド前の大障害コースが廃止されたことに伴い、大障害コースの障害数が5→2に削減され同時に距離が3270mから3930mに延長された。3コーナーに大土塁(8号障害)、とび上り、とび下り台(9号障害)が置かれ大竹柵、大生垣、大水濠は廃止された。それぞれの障害の規模は大土塁高さ1.5m幅2.8m、大竹柵高さ1.4m幅1.6m、大生垣高さ1.6m幅2.7m、大水濠幅3.85mとび上り、とび下り台高さ0.8m、幅15m。
1999年からは障害競走のグレード制導入に伴い分断されて春は京都ジャンプステークス（2009年より秋に移行）、秋は京都ハイジャンプ（2009年より春に移行）の名称で行われ現在に至る。

## 歴史
- 1953年春 - 京都競馬場において、距離3100mの障害重賞として創設。
- 1959年秋 - 出走馬8頭のうち、1頭が生垣障害でつまずき騎手が落馬。その後2周目第3コーナーで転倒したカムイダケの影響を受け4頭が転倒。うちハマリユウは騎手戸山為夫が再騎乗したため、計5頭が競走中止した[3]。
- 1972年春 - 本競走としては最少頭数となる3頭立てで行われる。
- 1980年秋 - 出走申込馬が5頭に満たず（4頭）、当時の規定により競走取りやめ[4]。
- 1994年春 - 京都競馬場改修工事により、中京競馬場で開催。中京障害ステークス（春）の名称で施行。

### 歴代優勝馬

#### 京都大障害（春）
| 回数   | 年月日        | 優勝馬             | 性齢 | タイム   | 優勝騎手   | 管理調教師 | 馬主               |
| ------ | ------------- | ------------------ | ---- | -------- | ---------- | ---------- | ------------------ |
| 第1回  | 1953年5月5日  | ハクオー           | 牡4  | 3:32 3/5 | 斉藤義美   | 松元正雄   | 西村光之助         |
| 第3回  | 1954年5月23日 | モナコオー         | 牝4  | 3:38 1/5 | 目時重男   | 福薗盛吉   | 森島松造           |
| 第5回  | 1955年4月29日 | ヨシミノリ         | 牡5  | 3:34 1/5 | 坪重兵衛   | 武平三     | 花新発収           |
| 第7回  | 1956年5月27日 | ブルーライト       | 牡4  | 3:40 1/5 | 柏谷重雄   | 清水茂次   | 和泉照明           |
| 第9回  | 1957年5月5日  | カネハタ           | 牡4  | 3:39 1/5 | 平山明     | 高木良三   | 富岡清             |
| 第11回 | 1958年5月5日  | ニユーヨーク       | 牝6  | 3:34 2/5 | 平川昌吉   | 杉村政春   | 高浦正雄           |
| 第13回 | 1959年5月3日  | イチイチ           | 牡4  | 3:29 4/5 | 北橋修二   | 松元正雄   | 浅野国次郎         |
| 第15回 | 1960年5月3日  | カムイダケ         | 牡5  | 3:30.0   | 北橋修二   | 長浜彦三郎 | 浅野国次郎         |
| 第17回 | 1961年5月21日 | トサキング         | 牡4  | 3:30.0   | 瀬戸口勉   | 上田武司   | 上田清次郎         |
| 第19回 | 1962年5月20日 | サチフジ           | 牡4  | 3:52.9   | 松本善登   | 梅内慶蔵   | 伊藤忠雄           |
| 第21回 | 1963年5月5日  | サチフジ           | 牡5  | 3:42.1   | 松本善登   | 梅内慶蔵   | 伊藤忠雄           |
| 第23回 | 1964年5月3日  | タカライジン       | 牡5  | 3:43.7   | 佐山優     | 上村大治郎 | 高須銀次郎         |
| 第26回 | 1966年5月29日 | サチマサオー       | 牡4  | 3:48.4   | 梅田康雄   | 諏訪佐市   | 壺山佐夜子         |
| 第28回 | 1967年5月7日  | ミホノマツ         | 牡6  | 3:47.8   | 佐山優     | 坪重兵衛   | 久保俊顕           |
| 第30回 | 1968年5月3日  | タイシユウ         | 牡5  | 3:39.2   | 武田悟     | 上田武司   | 中山喜久子         |
| 第32回 | 1969年5月5日  | ブゼンエイト       | 牡4  | 3:44.1   | 鶴留明雄   | 上田三千夫 | 上田清次郎         |
| 第34回 | 1970年2月22日 | フェアブァイタル   | 牝4  | 3:46.3   | 佐山優     | 上田武司   | 上田清次郎         |
| 第36回 | 1971年2月14日 | スマノタカラ       | 牡4  | 3:49.5   | 武田博     | 内藤繁春   | 大東健治           |
| 第38回 | 1972年5月3日  | インターヒカリ     | 牡6  | 3:40.6   | 須貝四郎   | 工藤嘉見   | 松岡正雄           |
| 第40回 | 1973年5月13日 | ブルーホワイト     | 牡5  | 3:40.3   | 押田年郎   | 坂口正二   | （株）ホースタジマ |
| 第42回 | 1974年5月5日  | ニホンピロファイト | 牡4  | 3:38.4   | 広松孝司   | 小川佐助   | 小林保             |
| 第44回 | 1975年5月4日  | グランドマーチス   | 牡6  | 3:47.3   | 寺井千万基 | 伊藤修司   | 大久保興産（株）   |
| 第46回 | 1976年5月9日  | マルブツウイドー   | 牝5  | 3:39.4   | 松田博資   | 上田武司   | 大沢毅             |
| 第48回 | 1977年5月8日  | ファンドリナイロ   | 牡5  | 3:43.5   | 広松孝司   | 須貝彦三   | 水戸富雄           |
| 第50回 | 1978年5月14日 | ファンドリナイロ   | 牡6  | 3:39.4   | 広松孝司   | 須貝彦三   | 水戸富雄           |
| 第52回 | 1979年5月13日 | アウンエスラー     | 牡5  | 3:39.6   | 松田博資   | 鶴留明雄   | 松本夫佐子         |
| 第54回 | 1980年5月18日 | ジョーアルバトロス | 牡5  | 4:02.1   | 古小路重男 | 山本正司   | 上田けい子         |
| 第56回 | 1981年5月2日  | テキサスワイポン   | 牡7  | 3:40.9   | 今岡正     | 二分久男   | 渡辺孝男           |
| 第58回 | 1982年5月9日  | マーブルエース     | 牡5  | 3:40.6   | 平田秀也   | 日迫良一   | 下村芳久           |
| 第60回 | 1983年5月8日  | フリートマウント   | 牡5  | 3:43.5   | 藤原哲朗   | 梅内慶蔵   | 兼村喜市           |
| 第62回 | 1984年5月5日  | ポットヒーロー     | 牡4  | 3:40.3   | 川村禎彦   | 松永善晴   | （有）ポット牧場   |
| 第64回 | 1985年5月6日  | ライバコウハク     | 牡6  | 3:38.2   | 原田聖二   | 松元正雄   | 坂本盛正           |
| 第66回 | 1986年5月3日  | ハッピールイス     | 牡4  | 3:50.0   | 中竹和也   | 吉田三郎   | 前田幸治           |
| 第68回 | 1987年5月9日  | ハクホウダンディ   | 牡8  | 3:42.5   | 出津孝一   | 松田由太郎 | 池田豊治           |
| 第70回 | 1988年5月7日  | ヤマニンアピール   | 騸5  | 3:43.1   | 岡冨俊一   | 中村均     | 土井宏二           |
| 第72回 | 1989年5月6日  | エリモターン       | 牡6  | 3:40.5   | 藤原哲朗   | 上田三千夫 | 山本慎一           |
| 第74回 | 1990年5月5日  | メジロアニタ       | 牝4  | 3:49.9   | 酒井浩     | 浅見国一   | （有）メジロ牧場   |
| 第76回 | 1991年5月4日  | ナムラモノノフ     | 牡6  | 3:39.1   | 岡冨俊一   | 野村彰彦   | 奈村信重           |
| 第78回 | 1992年5月9日  | アツムテキ         | 牡6  | 3:47.7   | 酒井浩     | 浅見国一   | 内田恵司           |
| 第80回 | 1993年5月8日  | ビックフォルテ     | 牡5  | 3:37.4   | 熊沢重文   | 松田博資   | 蛭川正文           |
| 第82回 | 1994年3月5日  | シンホリスキー     | 牡6  | 4:00.6   | 出津孝一   | 岩元市三   | 林幸雄             |
| 第84回 | 1995年4月29日 | リターンエース     | 牡7  | 4:23.2   | 嘉堂信雄   | 飯田明弘   | 岩佐俊策           |
| 第86回 | 1996年4月27日 | ネーハイタフネス   | 牡6  | 4:24.4   | 出津孝一   | 布施恵     | （株）大丸企業     |
| 第88回 | 1997年5月10日 | ネーハイジャパン   | 牡5  | 4:26.6   | 出津孝一   | 西浦勝一   | （株）大丸企業     |
| 第90回 | 1998年5月16日 | ゴッドスピード     | 牡4  | 4:30.1   | 西谷誠     | 瀬戸口勉   | 近藤俊典           |

#### 京都大障害（秋）
| 回数   | 年月日         | 優勝馬             | 性齢         | タイム       | 優勝騎手     | 管理調教師   | 馬主                   |
| ------ | -------------- | ------------------ | ------------ | ------------ | ------------ | ------------ | ---------------------- |
| 第2回  | 1953年10月18日 | ハクオー           | 牡4          | 3:37 0/5     | 斉藤義美     | 松元正雄     | 浅沼安治               |
| 第4回  | 1954年10月10日 | ヨシミノリ         | 牡4          | 3:35 4/5     | 坪重兵衛     | 武平三       | 花新発収               |
| 第6回  | 1955年10月2日  | ダイニカツフジ     | 牡5          | 3:33 1/5     | 近藤武夫     | 伊藤勝吉     | 伊藤由五郎             |
| 第8回  | 1956年10月28日 | ダイニカツフジ     | 牡6          | 3:38 0/5     | 近藤武夫     | 伊藤勝吉     | 伊藤由五郎             |
| 第10回 | 1957年9月29日  | ブゼンリユウ       | 牝6          | 3:43 0/5     | 北橋修二     | 上田武司     | 上田清次郎             |
| 第12回 | 1958年11月23日 | ユーシユン         | 牡4          | 3:30 2/5     | 服部正利     | 松田由太郎   | 桶谷辰造               |
| 第14回 | 1959年11月23日 | ハルナサン         | 牡3          | 3:31.6       | 瀬戸口勉     | 上田武司     | 上田清次郎             |
| 第16回 | 1960年11月23日 | シルバオー         | 牡4          | 3:38.6       | 瀬戸口勉     | 上田武司     | 上田清次郎             |
| 第18回 | 1961年11月23日 | リユウゲツ         | 牝4          | 3:32.7       | 中西武信     | 橋本正晴     | 三好諦三               |
| 第20回 | 1962年11月23日 | ヤマジヨシイ       | 牡3          | 3:43.2       | 池江泰郎     | 藤本冨良     | 土井宏二               |
| 第22回 | 1963年11月23日 | タカライジン       | 牡4          | 3:46.1       | 長池辰三     | 上村大治郎   | 高須銀次郎             |
| 第24回 | 1964年11月22日 | タカライジン       | 牡5          | 3:47.0       | 佐山優       | 久保田彦之   | 高須銀次郎             |
| 第25回 | 1965年11月21日 | ダイシンフジ       | 牡4          | 3:45.5       | 中西武信     | 富田六郎     | 高橋金次               |
| 第27回 | 1966年11月6日  | ミホノマツ         | 牡5          | 3:47.4       | 三原昭       | 坪重兵衛     | 久保俊顕               |
| 第29回 | 1967年11月5日  | アランバード       | 牝4          | 3:42.3       | 松田博資     | 上田武司     | 上田清次郎             |
| 第31回 | 1968年11月3日  | ジュンブライド     | 牝4          | 3:41.0       | 藤岡範士     | 清水茂次     | 江賦晨                 |
| 第33回 | 1969年11月2日  | ハードオンワード   | 牡4          | 3:40.4       | 武田博       | 武田文吾     | （株）オンワード牧場   |
| 第35回 | 1970年11月1日  | メリーダンサー     | 牝6          | 3:42.5       | 法理弘       | 鈴木勝太郎   | 保手浜弘規             |
| 第37回 | 1971年11月3日  | インターヒカリ     | 牡5          | 3:41.4       | 須貝四郎     | 工藤嘉見     | 松岡正雄               |
| 第39回 | 1972年11月3日  | ムーテイイチ       | 牝4          | 3:47.0       | 松田博資     | 上田武司     | 上田清次郎             |
| 第41回 | 1973年11月3日  | ブゼンサカエ       | 牡4          | 3:44.3       | 西谷達男     | 上田武司     | 上田清次郎             |
| 第43回 | 1974年11月3日  | グランドマーチス   | 牡5          | 3:43.7       | 寺井千万基   | 伊藤修司     | 大久保興産（株）       |
| 第45回 | 1975年11月1日  | グランドマーチス   | 牡6          | 3:46.5       | 寺井千万基   | 伊藤修司     | 大久保興産（株）       |
| 第47回 | 1976年11月6日  | フロリダホープ     | 牡6          | 3:38.4       | 今岡正       | 佐藤勇       | 尾崎幸夫               |
| 第49回 | 1977年11月5日  | ファンドリナイロ   | 牡5          | 3:40.8       | 広松孝司     | 須貝彦三     | 水戸富雄               |
| 第51回 | 1978年10月14日 | フラストメア       | 牝3          | 3:42.4       | 小島貞博     | 戸山為夫     | 上羽将彦               |
| 第53回 | 1979年10月13日 | テキサスワイポン   | 牡5          | 4:04.1       | 平田秀也     | 二分久男     | 渡辺孝男               |
| 第55回 | 1980年11月1日  | レース不成立       | レース不成立 | レース不成立 | レース不成立 | レース不成立 | レース不成立           |
| 第57回 | 1981年10月11日 | ロックペトロス     | 牡4          | 3:42.7       | 溝橋秀吉     | 内藤繁春     | 小西義男               |
| 第59回 | 1982年10月17日 | グレートエコー     | 牡4          | 3:43.4       | 小島貞博     | 戸山為夫     | 高田久成               |
| 第61回 | 1983年10月16日 | フリートマウント   | 牡5          | 3:48.2       | 藤原哲朗     | 梅内慶蔵     | 兼村喜市               |
| 第63回 | 1984年10月27日 | ライバコウハク     | 牡5          | 3:41.4       | 原田聖二     | 松元正雄     | 坂本盛正               |
| 第65回 | 1985年10月26日 | カルストンイーデン | 牡4          | 3:40.2       | 池添兼雄     | 野元昭       | 清水貞光               |
| 第67回 | 1986年11月23日 | ダイタクカピタン   | 牡8          | 3:41.9       | 酒井浩       | 荻野光男     | 中村雅一               |
| 第69回 | 1987年11月29日 | カルストンファスト | 牡4          | 3:40.1       | 林満明       | 松田博資     | 清水貞光               |
| 第71回 | 1988年11月27日 | ヤマニンアピール   | 騸5          | 3:42.0       | 岡冨俊一     | 中村均       | 土井宏二               |
| 第73回 | 1989年11月26日 | サイコーホーク     | 牡4          | 3:39.0       | 嘉堂信雄     | 松田由太郎   | （株）中村             |
| 第75回 | 1990年11月24日 | クリバロン         | 牡5          | 3:40.4       | 池添兼雄     | 橋口弘次郎   | 栗林英雄               |
| 第77回 | 1991年11月23日 | エーコークロス     | 牡5          | 3:42.1       | 古小路重男   | 安田伊佐夫   | 池内賢市               |
| 第79回 | 1992年11月28日 | ロングアポロン     | 騸5          | 3:39.5       | 北村卓士     | 坂田正行     | 中井商事（株）         |
| 第81回 | 1993年11月27日 | スガハラテンジン   | 牡8          | 3:40.2       | 熊沢重文     | 内藤繁春     | 柳父靖朗               |
| 第83回 | 1994年11月12日 | タイヤン           | 牡6          | 4:25.4       | 押田年郎     | 吉岡八郎     | （有）名鯛興業         |
| 第85回 | 1995年11月11日 | グレートリーフ     | 牡6          | 4:25.8       | 古小路重男   | 古川平       | （有）社台レースホース |
| 第87回 | 1996年11月9日  | ザスクープ         | 騸5          | 4:26.4       | 林満明       | 白井寿昭     | 前田晋二               |
| 第89回 | 1997年11月15日 | アワパラゴン       | 牡6          | 4:26.4       | 林満明       | 松元茂樹     | 工藤寛昭               |
| 第91回 | 1998年11月21日 | イチバンリュウ     | 牡4          | 4:30.7       | 金折知則     | 柴田光陽     | 華山龍一               |

- 施行競馬場：第53、54、82回 中京競馬場
- 競走名：第53、54、82回「中京障害ステークス」
- 距離（「芝」は最後の直線のコース形態）：第1～18回 芝3100m、第19～36回 芝3300m、第37～50回 芝3260m、第51、52、56～81回 芝3270m、第53、54、82回 芝3600m、第83回～ 芝3930m
- タイム：第1～13回 1/5秒表示、第14回～ 1/10秒表示

### （臨時レース：阪神大障害）
| 年月日        | 優勝馬   | 性齢 | タイム | 優勝騎手 | 管理調教師 | 馬主       |
| ------------- | -------- | ---- | ------ | -------- | ---------- | ---------- |
| 1965年5月16日 | クロユリ | 牝6  | 4:25.4 | 松田博資 | 上田武司   | 上田清次郎 |

- 施行競馬場：阪神競馬場
- 距離：直線・芝3870m
- 京都大障害の回数にカウントされていない。

#### 各回競走結果の出典
- 「京都大障害」『中央競馬全重賞競走成績集 【障害・廃止競走編】』日本中央競馬会、2006年、p761-864頁。